# Piscidia piscipula
Piscidia piscipula är en ärtväxtart som först beskrevs av Carl von Linné, och fick sitt nu gällande namn av Charles Sprague Sargent. Piscidia piscipula ingår i släktet Piscidia och familjen ärtväxter. Inga underarter finns listade i Catalogue of Life.

## Bildgalleri

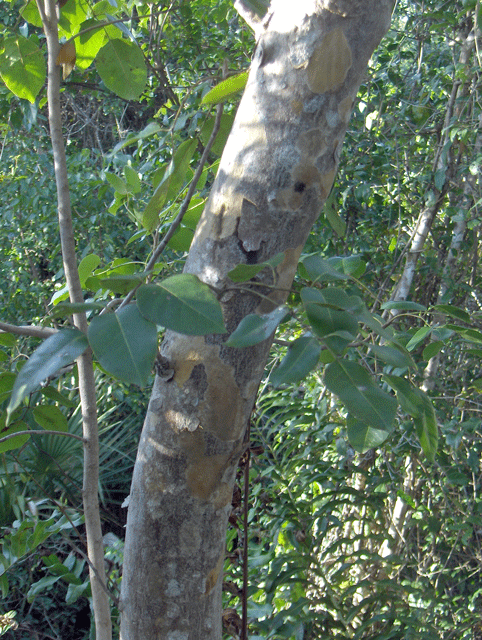
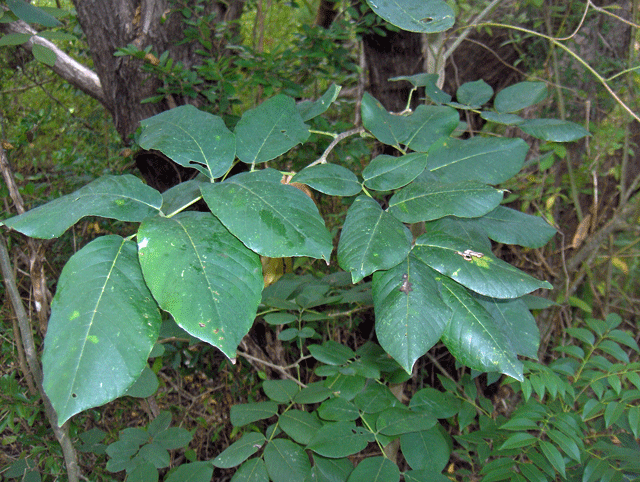
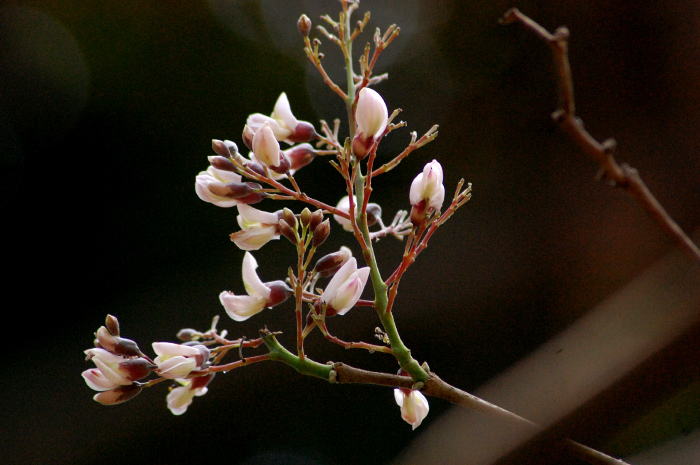
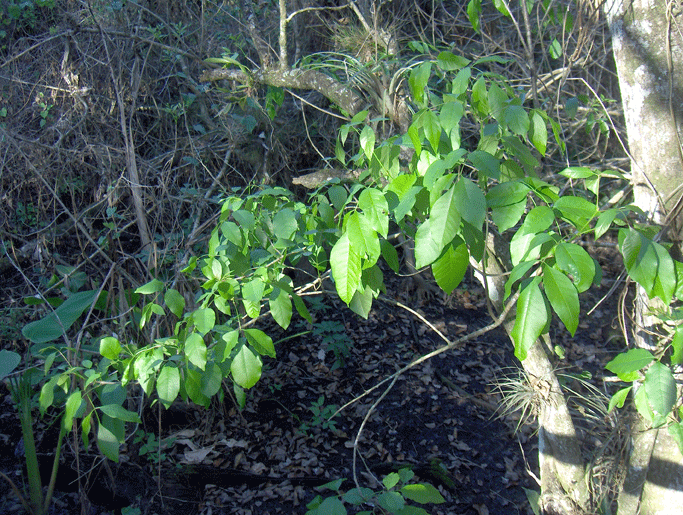
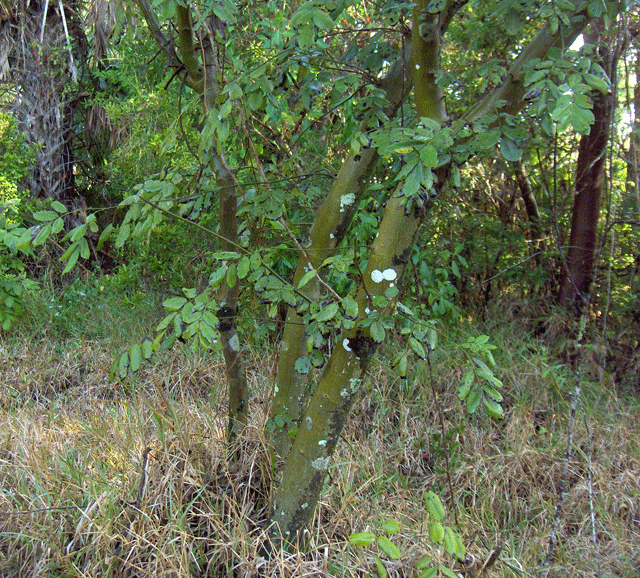